# Einstein Bros. Bagels
A Einstein Bros. Bagels é uma cadeia americana de cafeterias de bagels. Na década de 1990, a empresa comprou várias cadeias de varejo de bagels de regiões dos Estados Unidos que não tinham tradição de bagels. Depois de declarar falência em 2000, a empresa foi comprada pela New World Coffee. Tornou-se parte da Panera Brands em agosto de 2021.

## História
A Einstein Bros. foi criada pela cadeia de restaurantes Boston Chicken (agora Boston Market) em 1995, como uma forma de comercializar alimentos para o café da manhã. A rede agora é propriedade da Panera Brands.
A Boston Chicken, Inc. formou originalmente a Einstein and Noah Bagel Corporation como Progressive Bagel Concepts, Incorporated (PBCI) em março de 1995, quando comprou quatro cadeias de bagels de varejo, todas localizadas em regiões dos Estados Unidos que não tinham tradições de bagels de longa data. Essas empresas incluíam a Offerdahl's Bagel Gourmet, Incorporated (Fort Lauderdale), a Bagel & Bagel, Incorporated (Kansas City), a Baltimore Bagel (San Diego) e a Brackman Brothers, Incorporated (Salt Lake City). Cada uma delas descobriu que suas lojas eram semelhantes, pois ofereciam sabores originais e novos de bagels em bairros ricos, onde os clientes tinham relativamente pouca exposição anterior a bagels.
A Noah's Bagels foi fundada em 1989 por Noah Alper na College Avenue em Berkeley, Califórnia. Em 1996, a cadeia de 38 lojas foi vendida para a Einstein Bros. por US$ 100 milhões.

### Aquisição pela New World Coffee
A New World Coffee foi fundada no início da década de 1990 por Ramin Kamfar, um banqueiro de investimentos que abandonou sua carreira financeira para abrir uma cafeteria. A empresa comprou a Manhattan Bagel em 1998, que estava em processo de falência. A empresa combinada comprou a Chesapeake Bagel Bakery em 1999, quando a rede tinha 89 lojas, dando à Manhattan aproximadamente 350 locais.
Em 2000, a Einstein Bros. entrou com pedido de falência por ter emprestado dinheiro demais aos franqueados. Depois de declarar falência, a New World Coffee, que havia tentado anteriormente uma aquisição hostil sem sucesso, comprou a empresa fora da falência por US$ 190 milhões.

### Outras aquisições e fusões
Em 2014, o Einstein Noah Restaurant Group foi adquirido pela JAB Holding Company e pela BDT Capital Partners.
Em 5 de agosto de 2021, a Einstein Bros. anunciou que havia se fundido com a Panera Bread e a Caribou Coffee para formar a Panera Brands.